# Challenger de Buenos Aires 2022
Il Challenger de Buenos Aires 2022 è stato un torneo maschile tennis professionistico. È stata l'11ª edizione del torneo, facente parte della categoria Challenger 80 nell'ambito dell'ATP Challenger Tour 2022, con un montepremi di 53 120 $. Si è svolto dal 26 settembre al 2 ottobre 2022 sui campi in terra rossa del Racket Club di Buenos Aires, in Argentina.

## Partecipanti

### Teste di serie
| Nazionalità | Giocatore                     | Ranking* | Testa di serie |
| ----------- | ----------------------------- | -------- | -------------- |
| Argentina   | Federico Coria                | 71       | 1              |
| Germania    | Daniel Altmaier               | 97       | 2              |
| Perù        | Juan Pablo Varillas           | 102      | 3              |
| Argentina   | Camilo Ugo Carabelli          | 119      | 4              |
| Argentina   | Facundo Bagnis                | 120      | 5              |
| Brasile     | Felipe Meligeni Alves         | 144      | 6              |
| Argentina   | Santiago Fa Rodríguez Taverna | 159      | 7              |
| Germania    | Yannick Hanfmann              | 170      | 8              |

* Ranking al 19 settembre 2022.

### Altri partecipanti
I seguenti giocatori hanno ricevuto una wild card per il tabellone principale:
- Román Andrés Burruchaga
- Lautaro Midón
- Juan Bautista Otegui

Il seguente giocatore è entrato in tabellone con il ranking protetto:
- Sumit Nagal

Il seguente giocatore è entrato in tabellone come special exempt:
- Mariano Navone

I seguenti giocatori sono entrati in tabellone come alternate:
- Facundo Díaz Acosta
- Gonzalo Villanueva

I seguenti giocatori sono passati dalle qualificazioni:
- Hernán Casanova
- Nicolás Álvarez
- Facundo Juárez
- Thiago Seyboth Wild
- Wilson Leite
- Ignacio Monzón

Il seguente giocatore è entrato in tabellone come lucky loser:
- Carlos Sánchez Jover

## Campioni

### Singolare
Juan Manuel Cerúndolo ha sconfitto in finale  Camilo Ugo Carabelli con il punteggio di 6–4, 2–6, 7–5.

### Doppio
Guido Andreozzi /  Guillermo Durán hanno sconfitto in finale  Román Andrés Burruchaga /  Facundo Díaz Acosta con il punteggio di 6–0, 7–5.